# Lijst van burgemeesters van Barcelona
Hieronder een lijst van burgemeesters van Barcelona sinds de herinvoering van de democratie in 1978. 
| Afbeelding | Burgemeester         | Begin ambtsperiode | Einde ambtsperiode | Partij            |
| ---------- | -------------------- | ------------------ | ------------------ | ----------------- |
| Serra      | Narcís Serra i Serra | 19 april 1979      | 2 december 1982    | PSC               |
| Maragall   | Pasqual Maragall     | 2 december 1982    | 26 september 1997  | PSC               |
| Clos       | Joan Clos i Matheu   | 26 september 1997  | 8 augustus 2006    | PSC               |
| Hereu      | Jordi Hereu          | 8 augustus 2006    | 1 juli 2011        | PSC               |
| Trias      | Xavier Trias         | 1 juli 2011        | 13 juni 2015       | PSC               |
| Colau      | Ada Colau            | 13 juni 2015       | 17 juni 2023       | Barcelona en Comú |
| Collboni   | Jaume Collboni       | 17 juni 2023       | heden              | PSC               |